# Філідор вохристий
Філідо́р вохристий (Anabacerthia lichtensteini) — вид горобцеподібних птахів родини горнерових (Furnariidae). Мешкає в Південній Америці. Названий на честь німецького зоолога Мартіна Гінріха Ліхтенштайна. Раніше цей вид відносили до роду Філідор (Philydor ), однак за результатами молекулярно-генетичного дослідження, опублікованого у 2011 році, він був переведений до роду Тікотіко (Anabacerthia).

## Опис
Довжина птаха становить 16-18 см, вага 20 г. Верхня частина тіла рудувато-коричнева, нижня частина тіла охриста. Верхня частина голови сіро-коричнева, над очима охристі "брови". Дзьоб короткий.

## Поширення і екологія
Вохристі філідори мешкають на південному сході Бразилії (від Гоясу, Баїї і Мату-Гросу-ду-Сул до Ріу-Гранді-ду-Сул), на північному сході Аргентини (Місьйонес) та на сході Парагваю. Вони живуть у вологих рівнинних атлантичних лісах. Зустрічаються на висоті до 800 м над рівнем моря. Живляться безхребетними, яких шукають серед листя.